# 西鉄ステーションサービス
株式会社西鉄ステーションサービス（にしてつステーションサービス）は、西日本鉄道（西鉄）が全額出資する現業子会社で、西鉄電車各駅の駅業務を受託ならびに駅付帯事業の運営を行う西鉄グループの企業。福岡県福岡市中央区渡辺通2丁目6番1号に本社を置く。

## 概要
2000年（平成12年）2月1日に設立された。天神大牟田線、太宰府線、甘木線の駅業務のうち、出改札業務、構内での案内業務といった接客業務を受託している。運転取扱を行う信号扱所の社員、ホームでの安全確認など運行に関わる駅業務は従来どおり西鉄本体の社員が行っている。社員については、西鉄からの出向社員のほかに、正社員の採用も定期的に行っている。

## 駅付帯事業
西鉄福岡（天神）駅・薬院駅・太宰府駅・西鉄久留米駅・西鉄柳川駅構内にある売店「Smile Shop」（スマイルショップ）を運営している。他にコインロッカーの管理、駐車場経営、ドトールコーヒー・QBハウス・スマイルローソン・風月・博多いもっ子屋のフランチャイズ運営・委託運営などを行っている。
かつては西鉄天神高速バスターミナル・西鉄久留米駅構内や西鉄のいくつかの駅の駅外にコンビニエンスストア「NP Smile」を設置・運営していたが、一部はローソンのフランチャイズ店舗「スマイルローソン」となり、他は閉店した。
スマイルローソン
- 西鉄福岡（天神）駅
  - 構内店
  - 改札内店
  - 南口店
  - 西鉄天神高速バスターミナル店
- 薬院駅店
- 西鉄二日市駅西口店
- 西鉄久留米駅
  - 西口改札店
  - 西鉄久留米バスセンター内店
- 西鉄柳川駅店

QBハウス
- 西鉄福岡（天神）駅店
- 大橋駅店
- 西鉄久留米駅店